# Laoponia pseudosaetosa
Laoponia pseudosaetosa là một loài nhện trong họ Caponiidae.
Loài này thuộc chi Laoponia. Laoponia pseudosaetosa được Liu, Li en Pham miêu tả năm 2010.